# 마이크로소프트 비즈스파크
마이크로소프트 비즈스파크(Microsoft BizSpark)는 소프트웨어 기업가들에게 지원을 제공하는 마이크로소프트의 프로그램이다. 2009년에 마이크로소프트는 선별된 스타트업을 위해 강화된 서비스로서 비즈스파크 원을 시작했다. 비즈스파크 프로그램은 2018년 2월 14일 중단되었다.